# Kocierzyn
Kocierzyn – południowa część wsi Zagórze (dawniej Hołodówka) na Ukrainie w rejonie samborskim obwodu lwowskiego (sielsowiet Nikłowice).
Dawniej samodzielna wieś i gmina jednostkowa w powiecie wiszeńskim Królestwa Galicji i Lodomerii. W II RP już nie fiuruje jako samodzielna gmina, lecz jako część gminy Hołodówka. Od 1934 w zbiorowej gminie Dydiatycze.
Po wojnie włączone do Związku Radzieckiego (Ukraińskiej SRR).